# Pilões
Pilões, municipio del estado del Rio Grande do Norte (Brasil), localizado en la Microrregión de Pau dos Ferros. De acuerdo con el censo realizado por el IBGE (Instituto Brasilero de Geografía y Estadística) en el año 2000, su población era de 3.261 habitantes. Área territorial de 83 km².